# Spargania isolata
Spargania isolata är en fjärilsart som beskrevs av William James Kaye 1901. Spargania isolata ingår i släktet Spargania och familjen mätare. Inga underarter finns listade i Catalogue of Life.